# Botanische Zeitung. 2. Abteilung
Botanische Zeitung. 2. Abteilung (abreviado Bot. Zeitung, 2. Abt.) fue una revista ilustrada con descripciones botánicas que fue editada en Alemania. Se publicaron los números 51 al 68 en los años 1893-1910. Fue precedida por Botanische Zeitung (Berlin).